# Money in the Bank (2019)
Money in the Bank (2019) là một sự kiện đấu vật chuyên nghiệp pay-per-view (PPV) và sự kiện của WWE Network, sản xuất bởi WWE  cho Raw, SmackDown, và 205 Live. Nó diễn ra vào ngày 19 tháng 5 năm 2019, tại Trung tâm XL ở Hartford, Connecticut. Đó là sự kiện thứ mười theo niên đại của WWE Money in the Bank.
Mười hai trận đấu đã được diễn ra tại sự kiện bao gồm một trong preshow. Trong sự kiện chính, đối thủ không được báo trước, Brock Lesnar đã giành chiến thắng trong trận đấu Money in the Bank của nam. Bayley đã thắng trận đấu thang của phụ nữ, mở màn chương trình, và sau đó cash-in để giành Giải vô địch nữ SmackDown từ Charlotte Flair, người mà cô vừa giành được danh hiệu từ Becky Lynch. Trong lần bảo vệ danh hiệu khác của mình, Lynch vẫn giữ đai vô địch nữ  trước Lacey Evans. Trong các trận đấu nổi bật khác, Kofi Kingston đã đánh bại Kevin Owens để giữ đai WWE Championship, trong khi Seth Rollins đánh bại AJ Styles để giữ đai vô địch thế giới.

## Kết quả
| Số.                                                                                                  | Kết quả | Thể th | Thời gian |
| --- | --- | --- | --------- |
| 1 P                                                                                                  | The Usos (Jey Uso và Jimmy Uso) đánh bại Daniel Bryan và Rowan                                                          | Trận đấu đồng đội                                                                                         | 11:05     |
| 2 | Bayley đánh bại Carmella, Dana Brooke, Ember Moon, Mandy Rose (với Sonya Deville), Naomi, Natalya và Nikki Cross        | Trận đấu thang Money in the Bank tranh hợp đồng cho một trận đấu vô địch của phụ nữ                       | 13:50     |
| 3 | Rey Mysterio đánh bại Samoa Joe (c)                                                                                     | Trận đấu đơn cho WWE United States Championship                                                           | 1:40      |
| 4 | Shane McMahon đánh bại The Miz bằng cách thoát khỏi lồng                                                                | Trận đấu lồng thép                                                                                        | 13:00     |
| 5 | Tony Nese (c) đánh bại Ariya Daivari                                                                                    | Trận đấu đơn cho WWE Cruiserweight Championship                                                           | 9:25      |
| 6 | Becky Lynch (c) đánh bại Lacey Evans bằng đòn khóa                                                                      | Trận đấu đơn cho Giải vô địch nữ WWE Raw                                                                  | 8:40      |
| 7 | Charlotte Flair đánh bại Becky Lynch (c)                                                                                | Trận đấu đơn cho Giải vô địch nữ WWE SmackDown                                                            | 6:15      |
| 8 | Bayley đánh bại Charlotte Flair (c)                                                                                     | Trận đấu đơn cho Giải vô địch nữ WWE SmackDown </br> Đây là trận đấu cash-in Money in the Bank của Bayley | 0h20      |
| 9 | Roman Reigns đánh bại Elias                                                                                             | Trận đấu đơn                                                                                              | 0:10      |
| 10                                                                                                   | Seth Rollins (c) đánh bại AJ Styles                                                                                     | Trận đấu đơn cho WWE Universal Championship                                                               | 19:45     |
| 11                                                                                                   | Kofi Kingston (c) đánh bại Kevin Owens                                                                                  | Trận đấu đơn cho WWE Championship                                                                         | 14:10     |
| 12                                                                                                   | Brock Lesnar (cùng Paul Heyman) đánh bại Ali, Andrade, Baron Corbin, Drew McIntyre, Finn Bálor, Randy Orton và Ricochet | Trận đấu thang Money in the Bank tranh hợp đồng cho một trận đấu vô địch thế giới                         | 19:00     |
| - (c) - đề cập đến (các) nhà vô địch bước vào trận đấu - P - cho biết trận đấu diễn ra trong preshow | | |           |